# Ryu Won-woo
Ryu Won-Woo (Hangul: 류원우) (5 augustus 1990) is een Zuid-Koreaanse voetballer.
Hij speelt als keeper voor de Chunnam Dragons in de K-League.